# Juncitarsus
Juncitarsus je prapovijesni rod ptica iz reda plamenaca. Sastoji se od dvije vrste: Juncitarsus merkeli (živjela u Wyomingu) i Juncitarsus gracillimus (živjela u Njemačkoj. Živjele su u srednjem eocenu, prije oko 45 milijuna godina. Obitavale su u Europi i Sjevernoj Americi.

## Opis
Ove ptice su dosta sličile današnjoj vlastelici. Noge su im bile dosta izdužene, kljun im je bio tanak, a vrat blago izdužen. Veličina im je bila između modronoge sabljarke i malog plamenca. Još nije poznato je li im kljun bio prilagođen za filtriranje vode.